# Ljubiša Samardžić
Ljubiša Samardžić (serbi: Љубиша Самарџић; 19 de novembre de 1936 - 8 de setembre de 2017), sobrenomenat Smoki, va ser un actor i director de cinema serbi, més conegut com a Šurda a la sèrie de televisió Vruć vetar i l'inspector Boško Simić a la sèrie de comèdia criminal Policajac sa Petlovog brda (El policia de Petlovo Brdo) i a la pel·lícula del mateix nom.

## Primers anys
Samardžić va néixer a Skopje, fill d'un miner del carbó empobrit nascut a Krivošije (a Montenegro) i una mare de Kosovo. Els seus pares es van conèixer a Priština. Va créixer al poble de Jelašnica prop de Niška Banja, on el seu pare Dragoljub (mort el 1948) també treballava a la mina local. Va estudiar la secundària a Niš.
El seu talent com a actor es va descobrir molt aviat i va guanyar una beca amb el director Bojan Stupica. Samardžić es va educar a la Acadèmia de les Arts de Belgrad. Després de graduar-se, va obtenir un paper a Igre na skelama (1961).

## Carrera
A la dècada de 1960, es va establir com una de les estrelles més reconeixibles i populars del cinema antic iugoslau.
Estava casat amb Mirjana Samardžić des de 1966. Sobreanomenat Smoki, va ser acreditat com a Ljubisa Samardjic, Luba Samardy, Ljubisa Samardzic-Smoki, i Smoki Samardì.
A la dècada de 1990, ell i el seu fill, Dragan, van fundar una productora cinematogràfica. Malgrat la ruptura de Iugoslàvia i les sancions contra Iugoslàvia de l'ONU, la companyia va fer moltes pel·lícules populars i comercials d'èxit. Va protagonitzar més de 180 pel·lícules.

## Premis

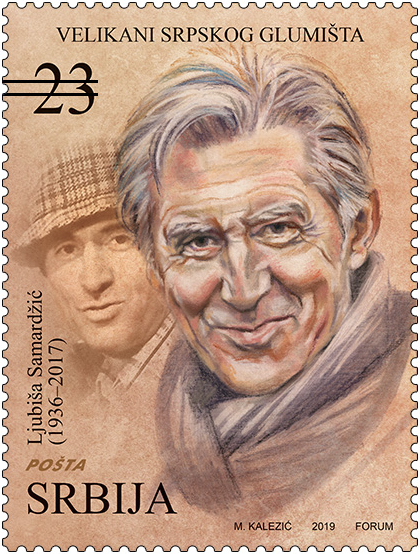
Samardžić a un segell de Sèrbia del 2019

Samardžić va rebre sis Arenes d’Or al Festival de Cinema de Pula, i nombrosos premis a festivals de cinema italians Com a director, les seves pel·lícules van ser guardonades amb el Gran Premi de Montpeller, el Premi del Públic a Palm Springs i Opera Prima al Festival de Cinema de Milà. L'agost de 1995, va rebre el premi a la trajectòria "Pavle Vujisić" pels seus papers a la cinematografia iugoslau.

## Filmografia selecta

### Actor
- Igre na skelama (1961) - Gvardijan
- Kozara (1962) - Mitar
- Prekobrojna (1962) - Mikajlo
- Pesceni grad (1962) - Smoki
- Dani (1963) - Dragan
- Desant na Drvar (1963) - Milan
- Lito vilovito (1964) - Vice
- Devojka (1965) - Vojnik
- Inspektor (1965) - Borivoje Jovanovic
- Po isti poti se ne vracaj (1965) - Abdul
- Orlovi rano lete (1966) - Nikoletina Bursac
- Štićenik (1966) - Ivan Stojanovic
- San (1966) - Mali
- Noz (1967) - Markov pomocnik
- Jutro (1967) - Mali
- Bokseri idu u raj (1967) - Reum
- Diverzanti (1967) - Sarac
- Sirota Marija (1968) - Vojislav
- U raskoraku (1968)
- Podne (1968) - Ljubisa
- Goli covjek (1968) - Spiro
- Operacija Beograd (1968) - Jasa (veu, sense acreditar)
- La batalla del Neretva (1969) - Novak
- Ubistvo na svirep i podmukao nacin i iz niskih pobuda (1969) – Ell mateix (sense acreditar)
- X + YY: Formel des Bösen (1970)
- Siroma' sam al' sam besan (1970) - Sava Kekic
- Biciklisti (1970) - Vitomir
- Zarki (1970)
- La Betìa ovvero in amore, per ogni gaudenza, ci vuole sofferenza (1971) - Zilio
- Valter brani Sarajevo (1972) - Zis
- Deveto cudo na istoku (1972) - Tomislav Brodarac
- Sutjeska (1973) - Stanojlo ... topdzija s konjem
- Bombasi (1973) - Kovac
- Predstava Hamleta u Mrduši Donjoj (1974) - Macak
- Hajdúk (1975)
- Cudoviti prah (1975)
- Doktor Mladen (1975) - Stanisa
- Crvena zemlja (1975) - Kosta
- Naivko (1975) - Buzga Mirocki
- Bele trave (1976)
- Specijalno vaspitanje (1977) - Milicioner Cane
- Ljubavni zivot Budimira Trajkovica (1977) - Vojislav Voja Trajkovic
- Lude godine (1977) - Dr. Lazovic
- Tamo i natrag (1978) - Sava
- Stici pre svitanja (1978) - Kosta
- Bosko Buha (1978) - Milun
- Tigar (1978) - Sorga 'Tigar'
- Partizanska eskadrila (1979) - Zare
- Vruć vetar (1980, TV Series) - Borivoje Surdilovic 'Surda'
- Avanture Borivoja Surdilovica (1980) - Borivoje Surdilovic - Surda
- Neka druga zena (1981) - Gvozden
- Visoki napon (1981) - Ivo Goreta
- Siroko je lisce (1981) - Marko
- Gosti iz galaksije (1981) - Toni
- Kraljevski voz (1981) - Tole
- Dvije polovine srca (1982) - Otac
- Smrt gospodina Goluze (1982) - Goluza
- Savamala (1982) - Lampas
- Moj tata na odredjeno vreme (1982) - Sinisa Pantic
- Medeni mjesec (1983) - Rajko
- Timocka buna (1983) - Lazar ... ucitelj
- Secerna vodica (1983) - Fotograf
- Maturanti (Pazi sta radis) (1984) - Profesor Plavsic
- Jaguarov skok (1984) - Bogdan
- Orkestar jedne mladosti (1985)
- Nije lako sa muskarcima (1985) - Ivan Sekulovic
- Život je lep (1985) - Valentino, kelner
- Anticasanova (1985) - Stipe
- Bal na vodi (1985) – Pare de Glenn
- Protestni album (1986) - Pasa
- Razvod na odredjeno vreme (1986) - Sinisa Pantic
- Dobrovoljci (1986) - Kelner
- Andjeo cuvar (1987) - Dragan
- Na putu za Katangu (1987) - Tosa Palidrvce
- Lager Nis (1987) - Kole Kockar
- Zivela svoboda! (1987) - Komandant
- Vanbracna putovanja (1988) - Kapetan Tadic
- Kuca pored pruge (1988) - Stanisa
- Iskusavanje djavola (1989) - Postar Djoka
- Poltron (1989) - Miodrag Krtalic
- Seobe II (1989) - Trifun Isakovic
- Uros blesavi (1989) - Uros
- Noc u kuci moje majke (1991) - Sreten
- Mala (1991) - Zika Ajkula
- Policajac sa Petlovog brda' (1992) - Bosko Simic
- Tri karte za Holivud (1993) - Limijer
- Kazi zasto me ostavi (1993) - Rade
- Magarece godine (1994) - Jovo 'Skandal'
- Ubistvo s predumišljajem (1995) - Vidosav
- Jugofilm (1997) - Bora
- Strsljen (1998) - Professor Lane Sekularac
- Tockovi (1998) - Vlasnik hotela
- Blues za Saro (1998) - Milivoj
- Natasa (2001) - Tosa (Natasin otac)
- Viza za budućnost (2002-2008, sèrie de televisió) - Milan Golijanin
- Yu (2003)
- Jesen stize, dunjo moja (2004) - Marijin otac
- Konji vrani (2007) - Deda
- Bledi mesec (2008) - Deda

### Director
- Nebeska udica (2000)
- Natasha (2001)
- Ledina (2003)
- Jesen stiže, dunjo moja (2004)
- Black Horses (2007)
- Pale Moon (2008)
- The Scent of Rain in the Balkans (2011)